# 张永祺 (明朝)
张永祺（？年—1662年），字多祝，襄城人。四川兵备副使张宁的次子。
天启元年辛酉科举人。與汪喬年共同對抗李自成。授浙江永康县令，未赴任。清兵攻占南京，同年六月携眷返回襄城。隱居不仕，康熙元年去世。有《偶然遂》一卷。